# Cuproxena speculana
Cuproxena speculana es una especie de polilla del género Cuproxena, familia Tortricidae.
Fue descrita científicamente por Walsingham en 1914.